# فرودگاه اسپارتی
فرودگاه اسپارتی (به انگلیسی: Sparti Airport) (به زبان بومی: Αεροδρόμιο Σπάρτης) یک فرودگاه نظامی با کد یاتا SPJ است که یک باند فرود آسفالت دارد و طول باند آن ۹۱۶ متر است. این فرودگاه در کشور یونان قرار دارد و در ارتفاع ۱۵۲ متری از سطح دریا واقع شده است.